# Arturo Ferrari
Pour les articles homonymes, voir Ferrari.

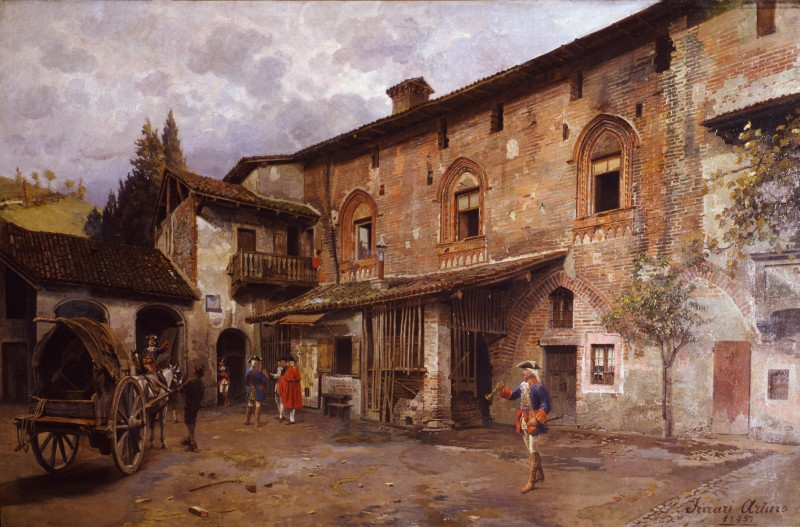
Cortile quattrocentesco a Castiglioine Olona ou Cortile antico.

Arturo Ferrari, né le 26 janvier 1861 à Milan, et mort le 31 octobre 1932 dans la même ville, est un peintre italien.

## Biographie
Arturo Ferrari est né le 26 janvier 1861 à Milan.
Son maître est le peintre milanais Giuseppe Bertini. Son travail est souvent exposé à l'Académie des Beaux-Arts de Brera à Milan. Il expose également à Paris (où il remporte une médaille d'argent à l'Exposition Universelle de 1900) et à Dresde.
Il est mort le 31 octobre 1932 dans sa ville natale.